# Beilschmiedia tarairi
Beilschmiedia tarairi — вид из рода Бейлшмидия (Beilschmiedia) семейства Лавровые (Lauraceae). Эндемик Новой Зеландии.

## Распространение
Произрастает на новозеландском острове Северный, а также на прибрежных островах Мотукавануи (острова Кавалли), Хен-энд-Чикенс, Литтл-Барриер, Грейт-Барриер, Арид, Кавау, Тиритири-Матанги, Уаихеке, Мотуорухи. Широко распространён к северу от города Окленд. Иногда встречается и в других районах острова Встречается в прибрежных и низменных лесах (отдельные растения встречаются на высоте до 600 м). Часто растёт вместе с каури и похутукавой.

## Биологическое описание

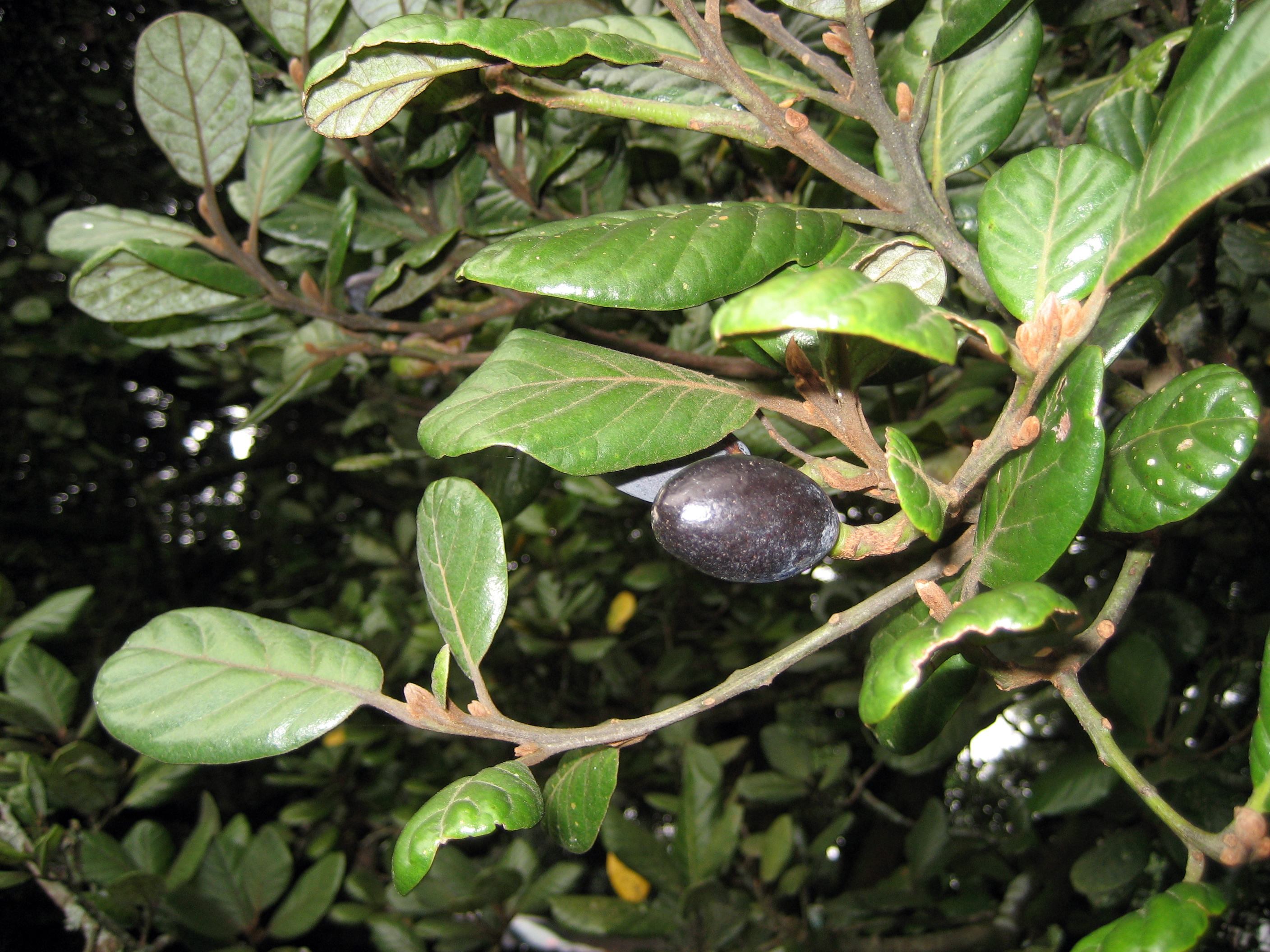
Созревший плод.

Beilschmiedia tarairi — вечнозелёное дерево высотой до 22 м. Диаметр ствола — до 1 м. Кора тёмно-коричневая, гладкая. Древесина бледно-коричневая, прямоволокнистая.
Ветвление моноподиальное. Побеги, молодые листья и ветки с соцветиями покрыты красно-коричневым войлоком. Листья тёмно-зелёные, по форме эллиптические или обратнояйцевидные, длиной 49—72 мм, шириной 34—47 мм. Чередующиеся, жёсткие, с ярко выраженными жилками. Длина черешка листа варьирует от 8 до 12 мм.
Соцветие представляет собой вертикальную, поднятую метёлку длиной до 100 мм. Бутоны наблюдаются с мая по ноябрь, чаще всего в октябре. Полностью расцветают с октября по февраль (пик — ноябрь). Цветки зеленоватые, диаметром 3—5 мм, часто покрыты густыми красновато-бурыми волосками. Цветки двуполые, имеют три внешних и три внутренних чашелистика, а также два пучка тычинок, собранных вокруг небольшой завязи. В основании каждой тычинки находятся два нектарника.
Плоды — костянки, стоячие, эллиптические или яйцевидные по форме, размером 31 на 16 мм. Появляются через шесть месяцев после основного цветения. Содержат одно семя (косточку). Околоплодник мясистый, тёмно-фиолетовый. Плоды созревают в марте—ноябре.

## Использование
Плоды съедобны. Являются основным пищевым продуктом у племени тухоэ. Приготовленные косточки являются источником углеводов. Древесина прямоволокнистая, но довольно хрупкая. Используется при производстве мебели, в качестве напольного покрытия.